# Adam Green (calciatore)
Adam Green (Hillingdon, 12 gennaio 1984) è un ex calciatore inglese, di ruolo difensore.

## Caratteristiche tecniche
É un terzino sinistro.

## Carriera
Inizia a giocare nel settore giovanile del Fulham nel 1999, firmando il suo primo contratto professionistico nel 2003, anno in cui viene aggregato alla prima squadra. Fa il suo esordio tra i professionisti nel settembre del 2003, in una partita di Coppa di Lega persa per 1-0 contro il Wigan, facendo poi nel corso della stagione anche il suo esordio nella prima divisione inglese, categoria nella quale nel corso della stagione gioca complessivamente 4 partite, oltre a 2 presenze in FA Cup. A fine stagione firma un nuovo contratto della durata di 2 anni, ed all'inizio della stagione 2004-2005, pur essendo teoricamente la riserva di Carlos Bocanegra, tra settembre ed ottobre riesce a giocare 5 partite (4 nella prima divisione inglese ed una in Coppa di Lega). Nel gennaio del 2005 viene ceduto in prestito per un mese allo Sheffield Weds, dove gioca 3 partite di campionato (nella seconda e nella terza viene peraltro schierato come ala sinistra e non nell'abituale ruolo di terzino. Nel marzo dello stesso anno viene nuovamente ceduto in prestito, sempre per un mese, al Bournemouth, altro club di terza divisione, con cui gioca ulteriori 3 partite in questa categoria; fa quindi ritorno al Fulham, con cui negli ultimi mesi della stagione non gioca però ulteriori partite. Disputa successivamente la sua ultima partita nel club (la tredicesima fra tutte le competizioni ufficiali) nel settembre del 2005, in una partita di Coppa di Lega vinta per 5-4 contro il Lincoln City; nel gennaio del 2006 viene ceduto in prestito fino a fine stagione al Bristol City, in terza divisione, non riuscendo però a giocare con continuità con i Robins: in tutto il suo periodo di permanenza nel club disputa infatti solamente 2 partite ufficiali, entrambe nella terza divisione inglese.
Nell'estate del 2006, all'età di 22 anni, si accasa ai Grays Athletic, club di Conference National (quinta divisione e più alto livello calcistico inglese al di fuori della Football League); dopo 2 reti in 18 partite di campionato, viene ceduto nel gennaio del 2007 al Woking, con cui gioca per una stagione e mezzo nella medesima categoria, per complessive 38 partite di campionato disputate. Tra il 2009 ed il 2011 continua a giocare in questo campionato, con l'Hayes & Yeading Utd, da cui si svincola al termine della stagione 2011-2012. Nell'estate del 2011 va a giocare al Dartford, club di Conference South (sesta divisione), con cui totalizza 45 presenze (3 delle quali nei pla-off) e 7 reti in partite di campionato, contribuendo alla vittoria dei play-off ed alla conseguente promozione in quinta divisione, categoria in cui nella stagione successiva gioca 18 partite prima di essere ceduto in prestito al Kingstonian, club di Isthmian League (settima divisione), con cui nella parte finale della stagione gioca 4 partite. Nell'estate del 2013 rifiuta un rinnovo contrattuale da parte del Dartford e scende nuovamente in sesta divisione, al Basingstoke Town, con cui nella stagione 2013-2014 gioca stabilmente da titolare, collezionando 37 presenze senza mai segnare. Nell'estate del 2014 fa ritorno al Dartford, nel frattempo retrocesso in sesta divisione; il club in estate viene tuttavia ripescato in quinta divisione, categoria in cui Green, inizialmente titolare ma poi divenuto riserva in seguito all'arrivo in squadra di Tom Bender nel mese di settembre, gioca in totale 11 partite, venendo poi ceduto a stagione in corso in prestito per un mese al Leatherhead, club di Isthmian League. Il prestito viene poi prolungato fino al gennaio del 2015, mese in cui Green rescinde consensualmente il contratto con il Dartford per accasarsi proprio al Leatherhead, con cui rimane poi anche nelle stagioni successive.

## Palmarès

### Club

#### Competizioni regionali
- Surrey Senior Cup: 1

Leatherhead: 2017-2018